# London Fletcher
London Levi Fletcher (19 de maio de 1975, Cleveland, Ohio) é um ex jogador de futebol americano que jogava na posição de linebacker na National Football League (NFL). Ele, após não conseguir ser selecionado no draft de 1998, ele assinou um contrato com o St. Louis Rams e jogou lá por quatro temporadas. Em 2002, ele foi para o Buffalo Bills e ficou lá por cinco anos. Em 2007, Fletcher assinou um contrato com o Washington Redskins, onde jogou até 2013.